# Borstelstreepzaad
Borstelstreepzaad (Crepis setosa) is een eenjarige plant uit de composietenfamilie (Asteraceae). De plant komt van nature voor in Zuid-Europa en Zuidwest-Azië en is vandaaruit verspreid naar andere delen van Europa, Noord-Amerika en Australië. In Nederland is het een adventieve plant en zeer zeldzaam. Het aantal chromosomen 2n = 8.
De plant wordt 15 - 50 cm hoog. De rechtopgaande stengel is ruw behaard met geelachtige borstelharen. De eironde tot langwerpige, lichtgroene bladeren zijn ingesneden en ten minste aan de onderzijde bezet met borstelharen. De rand van de bladeren is al of niet gewimperd. De onderste bladeren zijn 5 - 30 cm lang, 1 - 8 cm breed en getand tot veerspletig met een grotere lob aan de top. De stengelbladeren zijn ook veerspletig en zittend met een spiesvormige voet.
Borstelstreepzaad bloeit van juni tot in augustus met gele, tot 2 cm grote bloemen in 10 - 14 mm brede hoofdjes. De hoofdjes zitten in een schermvormige tros. De rechtopstaande, behaarde bloemstengels zijn vaak vertakt en roodachtig. Het omwindsel en de steel van het hoofdje zijn met lange gele borstelharen bezet. De 12 - 16, lancetvormige schutbladen zijn 6 - 7 mm lang. De randbloemen zijn zowel aan de voorkant als aan de achterkant geel. De pappus van de rijpe nootjes steekt bijna niet buiten het omwindsel. De bodem van het hoofdje is kaal.
De vrucht is een 3 - 5 mm lang, geelbruin nootje met tien ribben en wit, 4 mm lang vruchtpluis. Het nootje is bij de basis van de 1 - 2 mm lange snavel gespikkeld.
Borstelstreepzaad komt voor op akkerland en verstoorde plaatsen.

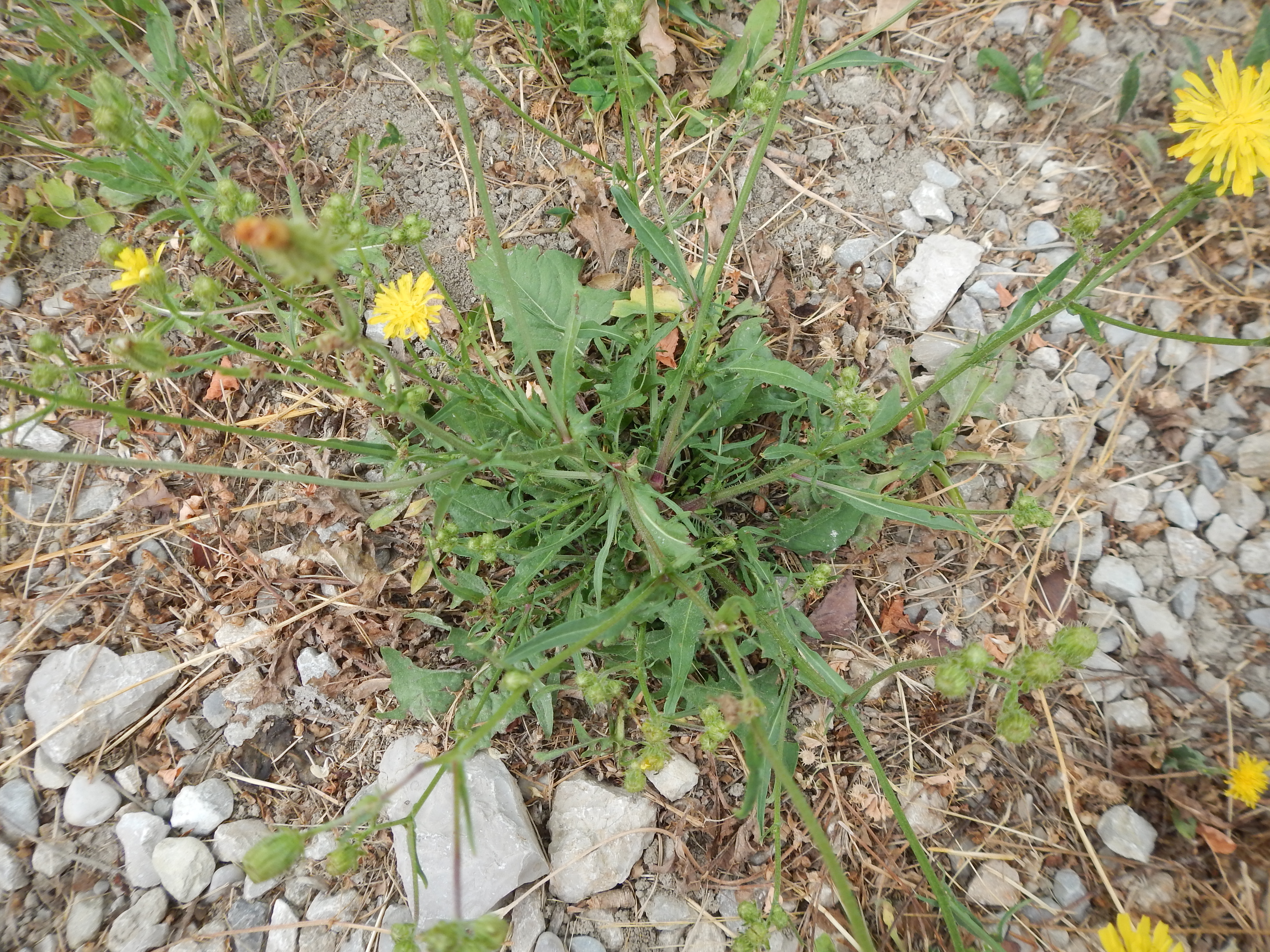
Plant
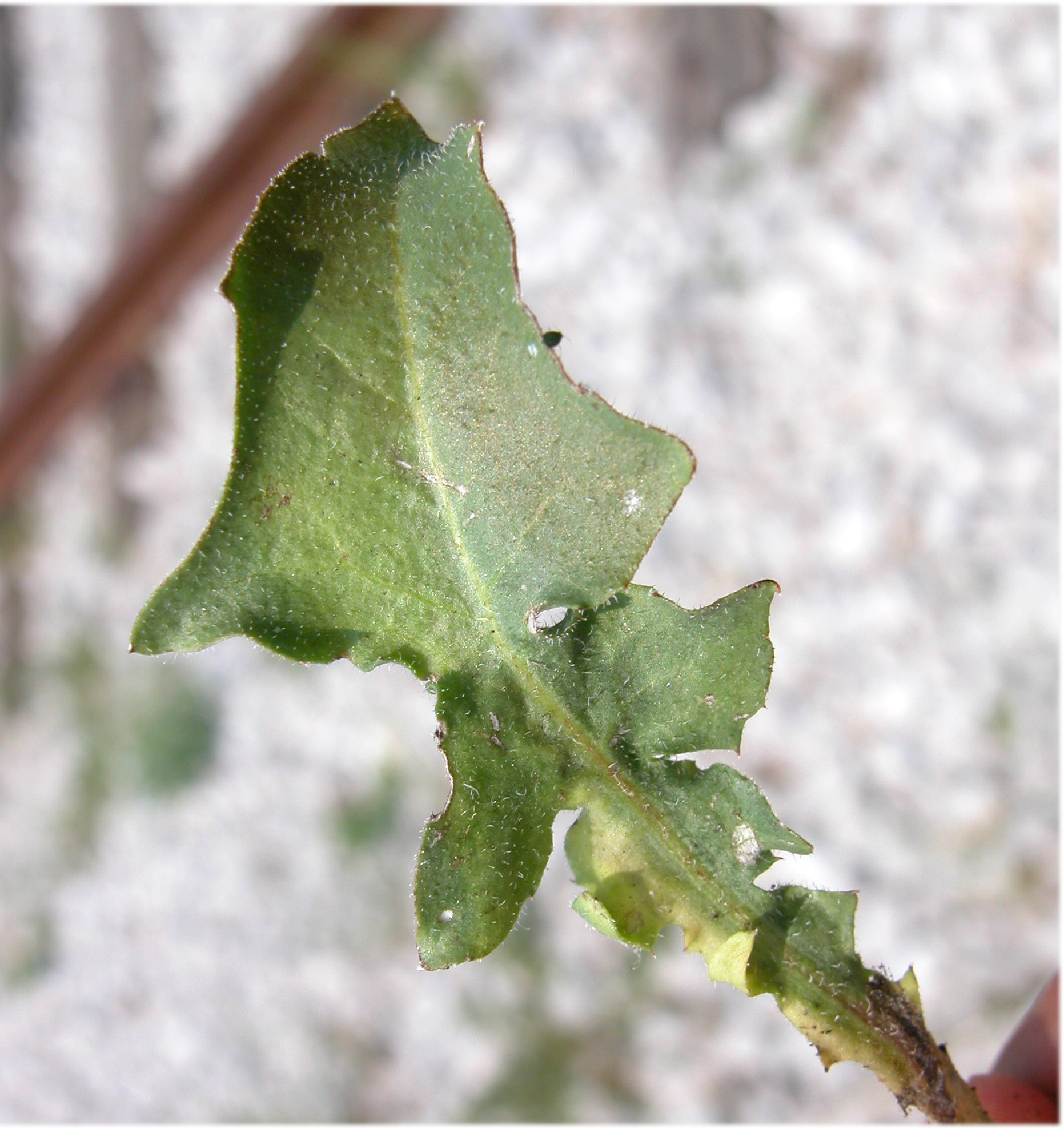
Rozetblad
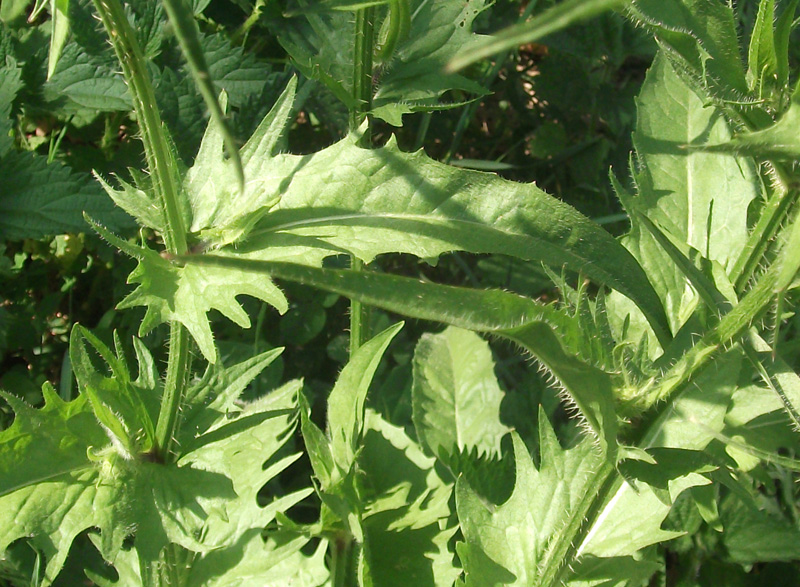
Stengelblad
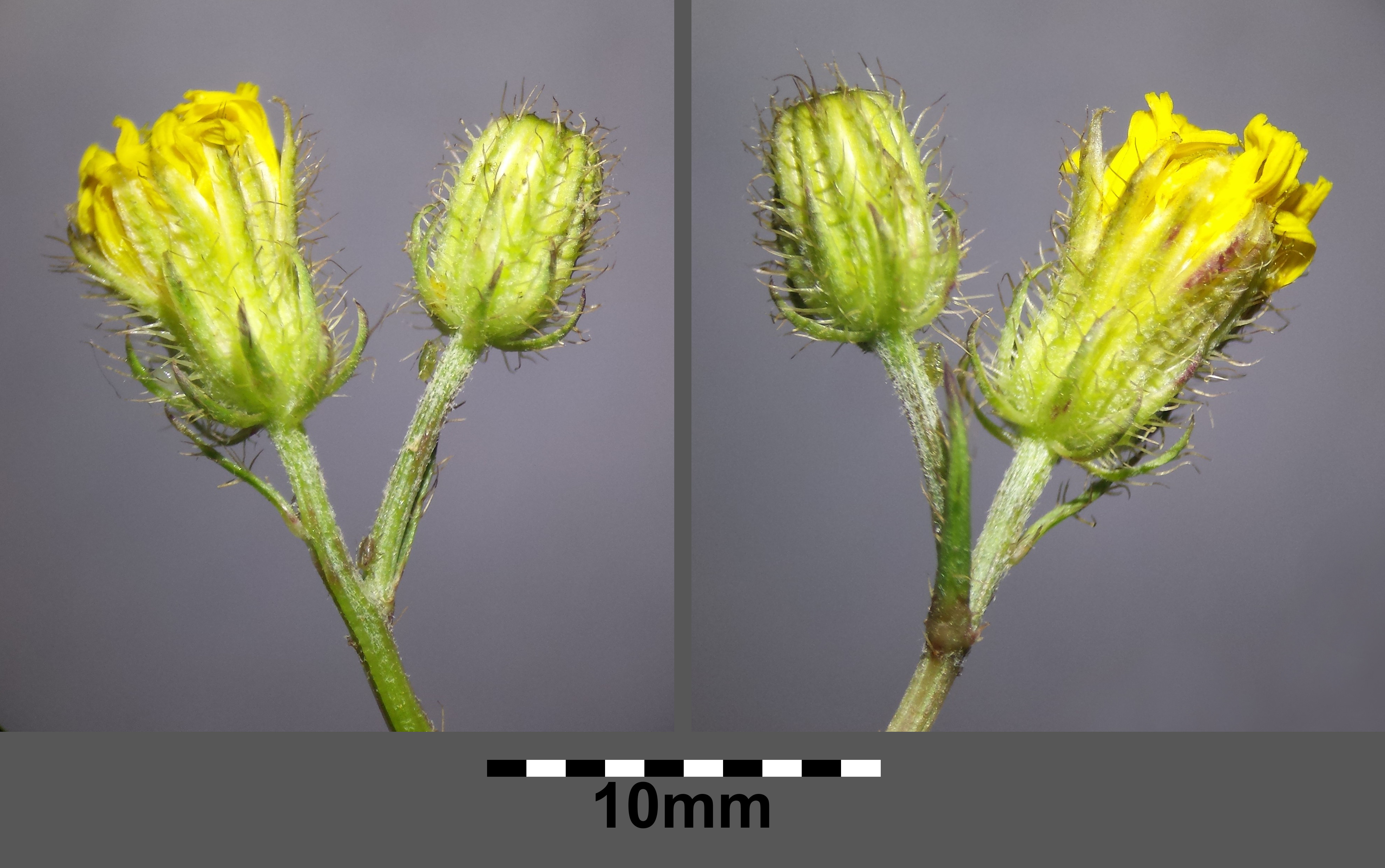
Hoofdje
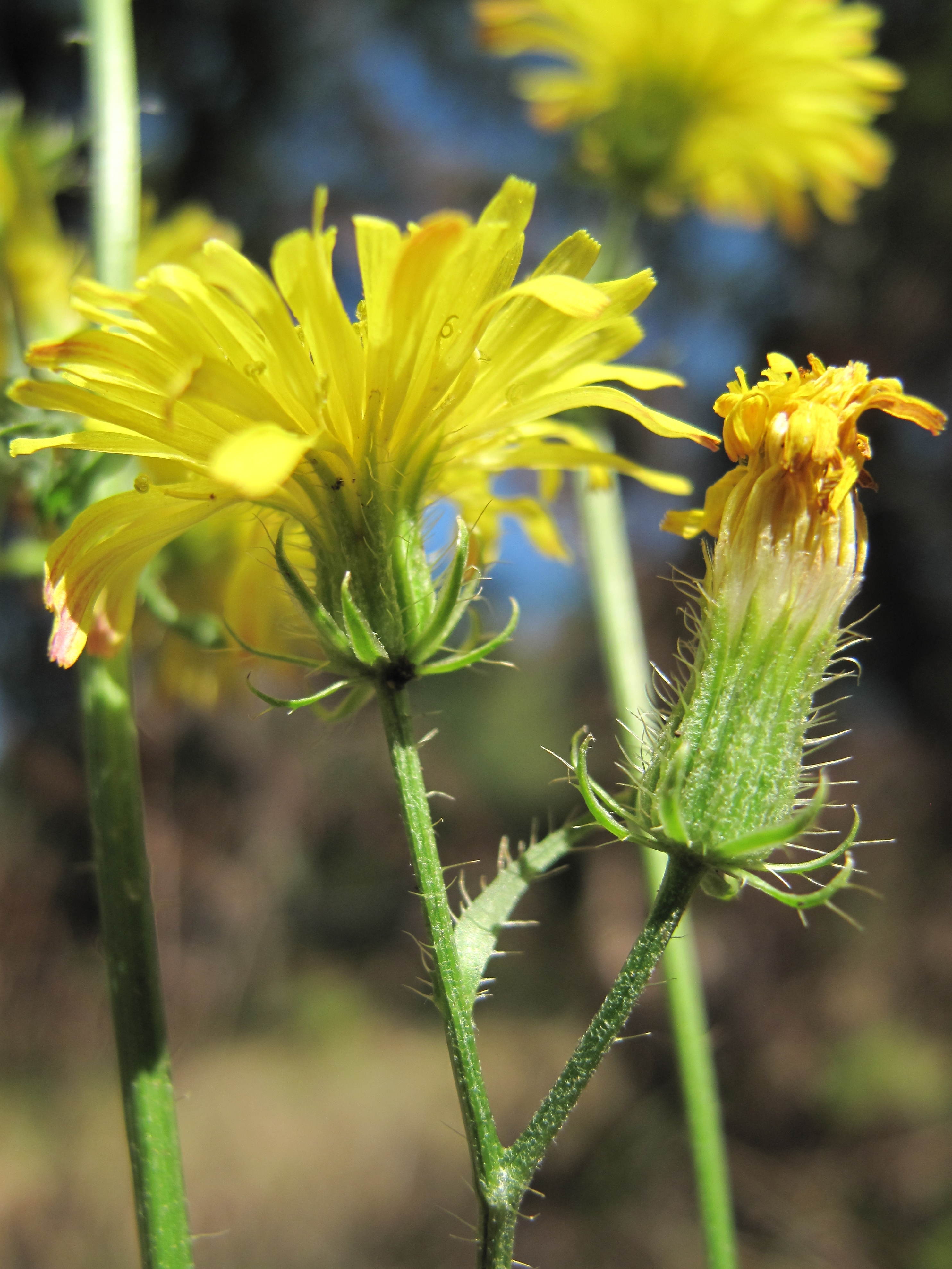
Bloem
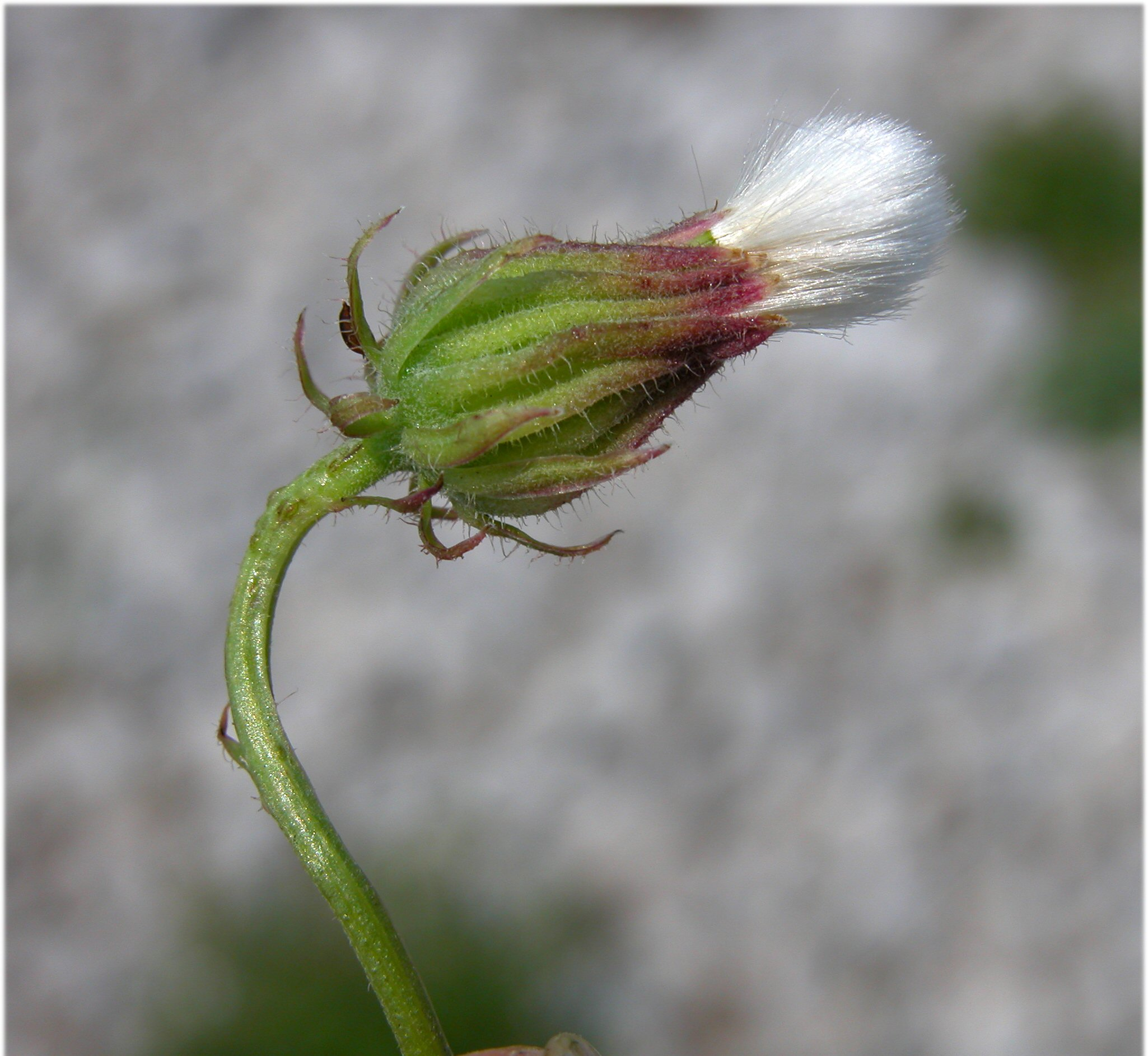
Vruchtpluis
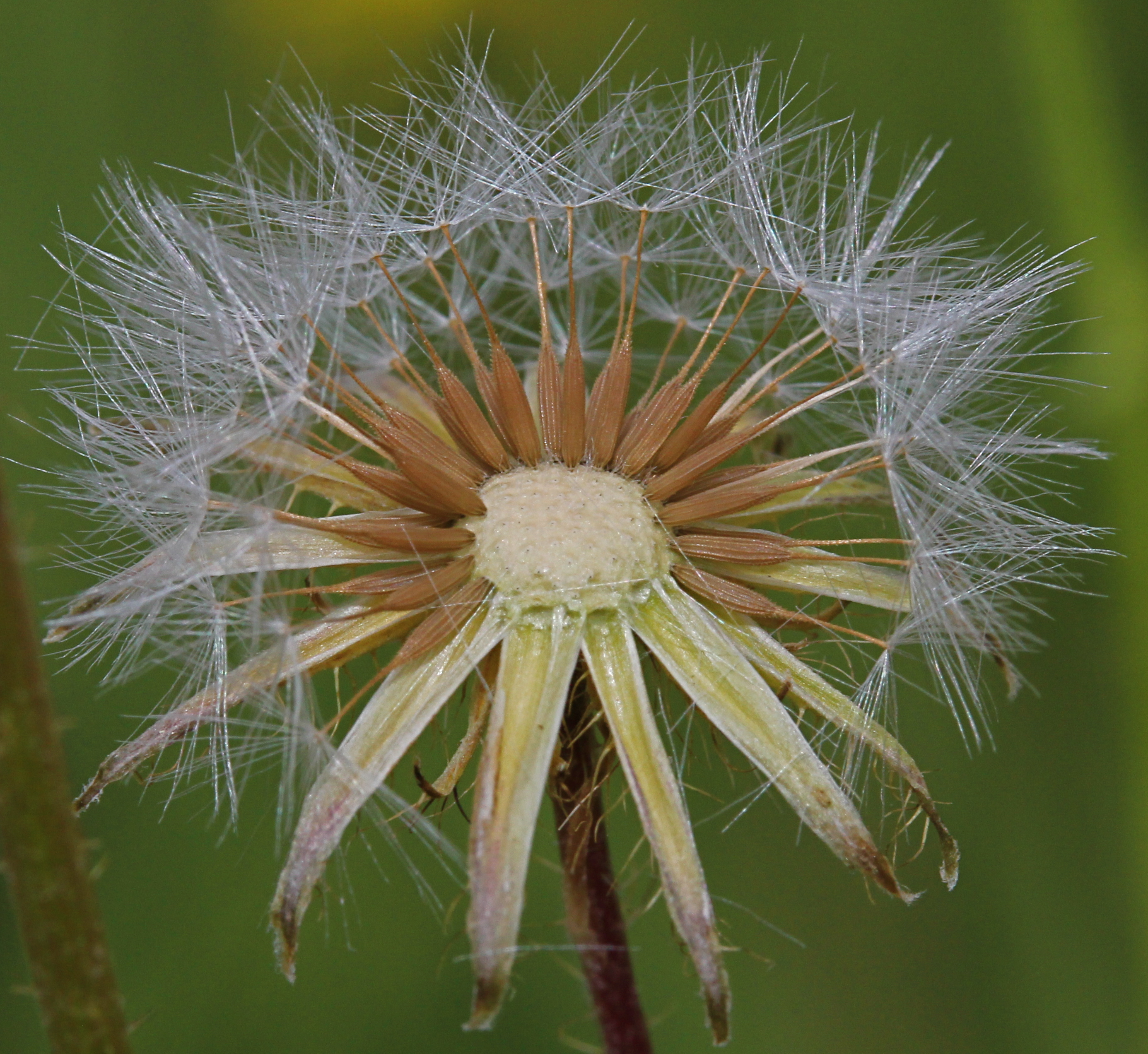
Vruchten
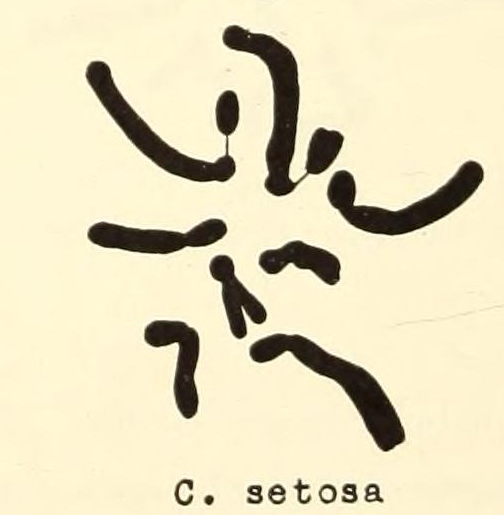
Chromosomen